# Jakub Šindel
Jakub Šindel (* 24. ledna 1986 Jihlava) je bývalý český hokejový útočník. S hokejem začínal ve Finsku, kde jako hokejový brankář působil jeho otec Jaromír Šindel. Po návratu do České republiky působil v mládežnických týmech Slavie Praha. Extraligu však začal ve Spartě Praha. V nejvyšší soutěži nastupoval také za HC Plzeň a HC Kometa Brno. Nyní je hokejovým rozhodčím.

## Hráčská kariéra
- 1999-00 HC Slavia Praha - dor. (E)
- 2000-01 HC Slavia Praha - dor. (E)
- 2001-02 HC Slavia Praha - jun. (E)

HC Slavia Praha - dor. (E)
- 2002-03 HC Slavia Praha - jun. (E)
- 2003-04 HC Sparta Praha (E)
- 2004-05 HC Sparta Praha (E)

Brandon Wheat Kings (WHL)
- 2005-06 HC Sparta Praha (E)

HC Lasselsberger Plzeň (E)
- 2006-07 HC Lasselsberger Plzeň (E)
- 2007-08 HC Lasselsberger Plzeň (E)
- 2008-09 HC Lasselsberger Plzeň (E)

Pelicans Lahti (FIN)
- 2009-10 HC Kometa Brno (E)
- 2010-11 Tappara Tampere

Pelicans Lahti (FIN)
- Celkem v Extralize: 222 zápasů, 57 gólů, 33 přihrávek, 90 bodů a 102 trestných minut. (ke konci sezony 2008/2009).[1]